# Figura etymologica
De figura etymologica (etymologische figuur) is een stijlfiguur waarbij kort na elkaar stamverwante woorden worden gebruikt, die tot verschillende woordsoorten behoren. De figura etymologica is dus een variant van de herhaling.
- een spel spelen,
- hij dronk een drank,
- de band die 't herte bindt / der moeder aen het kind / verbindt het bloed (Vondel)